# Forlandet (vej)
Forlandet er en vej, som ligger i København mellem Refshalevej og Kløvermarksvej. Vejen var oprindeligt en del af Amager Strandvej, men i 1966 blev vejen afskåret nord for Prags Boulevard på grund af opførelsen af Pyrolyseværket. Det krævede et nyt vejnavn.

## Et navn fra fortiden
Man valgte at bruge betegnelsen Forlandet, som tidligere var navnet på det kystnære område, hvor bønderne i Sundbyøster havde ret til at hente tang til gødning.

## Fladerne og latrinets rolle
Området blev også kaldt Fladerne og blev blandt andet brugt til at tørre latrin fra Markmandsgade, så det ikke lugtede for voldsomt, når det senere blev anvendt som gødning på Amagers marker.